# Eleusine floccifolia
Eleusine floccifolia là một loài thực vật có hoa trong họ Hòa thảo. Loài này được Spreng. mô tả khoa học đầu tiên năm 1824.